# Eggstätt
Eggstätt – miejscowość i gmina w Niemczech, w kraju związkowym Bawaria, w rejencji Górna Bawaria, w regionie Südostoberbayern, w powiecie Rosenheim. Leży około 21 km na północny wschód od Rosenheimu.

## Demografia
Dane o ludności z 31 grudnia 2008:
| Opis                                | Ogółem | Ogółem | Kobiety | Kobiety | Mężczyźni | Mężczyźni |
| ----------------------------------- | ------ | ------ | ------- | ------- | --------- | --------- |
| Jednostka                           | osób   | %      | osób    | %       | osób      | %         |
| Populacja                           | 2905   | 100    | 1538    | 52,94   | 1367      | 47,06     |
| Wiek przedprodukcyjny (0–17 lat)    | 525    | 18,07  | 265     | 9,12    | 260       | 8,95      |
| Wiek produkcyjny (18–65 lat)        | 1731   | 59,59  | 907     | 31,22   | 824       | 28,36     |
| Wiek poprodukcyjny (powyżej 65 lat) | 649    | 22,34  | 366     | 12,6    | 283       | 9,74      |

## Polityka
Wójtem gminy jest Johannes Schartner z ÜWG, wcześniej urząd ten pełnił Stefan Beer, rada gminy składa się z 14 osób.
|      | CSU | ÜWG | FB/FW | ZEB | Razem |
| 2008 | 3   | 5   | 3     | 3   | 14    |
| 2002 | 6   | 5   | 3     | -   | 14    |